# Quatre últimes cançons
Quatre últimes cançons (Vier letzte Lieder) és un grup de quatre cançons, lieder en alemany, compost per Richard Strauss el 1948 a l'edat de 84 anys, pel que són considerades l'últim capítol en la literatura lírica postromàntica.
Les cançons i la data d'acabament de cada una van ser:
1. Primavera (Frühlíng), 6 de maig de 1948
2. Setembre (September), 18 de juliol de 1948
3. En anar a dormir (Beim Schlafengehen), 4 d'agost de 1948
4. El crepuscle (Im Abendrot), 20 de setembre de 1948

El compositor no va viure per escoltar-les representades, ja que l'estrena va ser-ne a Londres el 22 de maig de 1950 per la soprano noruega Kirsten Flagstad amb l'Orquestra Philharmonia dirigida per Wilhelm Furtwängler. Existeix un registre de l'assaig general, recentment editat. El títol va ser creat per l'editor Ernst Roth, que a més va proveir l'ordre en el qual havien de ser interpretades.
Els quatre poemes versen sobre la mort propera i la serena acceptació del destí. Originalment Strauss no va pensar escriure-les com un cicle, usant el text de tres poemes d'Hermann Hesse (les tres primeres) i un quart poema de Joseph von Eichendorff, que fou el primer a què posà música.
Strauss hi va treballar amb la consciència freda i serena que seria la seva última obra -ara sabem que encara compondria una altra cançó, Malven (Malves), sobre un poema de Betty Knobel; a més d'un fragment per a cor mixt i orquestra basat en un poema de Hermann Hesse, Besinnung (Reflexió), i diversos temes per a l'òpera escolar Des Esels Schatten (L'ombra de l'ase). Aquestes quatre melodies sublims no són només un adéu musical al romanticisme, del qual Strauss va ser l'últim gran representant, sinó un últim i emotiu homenatge a Pauline; cada una d'aquestes reflecteix la serena acceptació del final de la vida.
Frühling comença amb les cordes, doble distribució de fustes i quatre trompes, més corn anglès i clarinet baix, a més d'una arpa. En el curs del primer vers, la música lluita per separar-se de la foscor hivernal. En September, Strauss afegeix una tercera flauta i dues trompetes. El dolç tornassol de la textura orquestral té alguna cosa de màgia expressiva. Hi ha un altre moment radiant en el segon vers i un sol de trompa imprimeix el seu noble toc a tall d'epíleg. En Beim Schlafengehen, l'orquestra s'enriqueix amb una quarta flauta, tres trombons i tuba (de gran efecte a començament del tercer vers), a més d'una celesta. Al final de la segona estrofa, un solo de violí evoluciona cap a la sumptuosa tonalitat de re bemoll major. Im Abendrot és el que requereix l'efectiu orquestral més important, incloent-hi un contrafagot, una tercera trompeta i timbals.